# Hal (gruppo musicale)
Gli HΛL sono un gruppo J-pop/Dance giapponese.

## Storia
Gli HΛL vennero fondati dai tastieristi Toshiharu Umezaki (a volte accreditato come "Toshiyasu Umezaki") e Atsushi Satō, nel 1996.
Inizialmente il duo curava solo gli arrangiamenti di altri artisti; come arrangiatori divennero famosi nel 1999, per le loro collaborazioni con artisti come Ayumi Hamasaki, Ami Suzuki, KinKi Kids, Every Little Thing e Dream. Solo nel 2000 decisero di comporre musica propria; a tale scopo reclutarono la cantante HΛLNA e il bassista Micco, che insieme al chitarrista Yuta Nakano (entrato nella band alla fine del 1999) diedero vita agli HΛL veri e propri. Il loro esordio con brani originali avvenne il 25 ottobre 2000, col singolo DECIDE. Seguirono altri tre fortunati singoli (Save Me, Split Up e ☆the starry sky☆, pubblicati l'11 gennaio, il 28 marzo e il 23 maggio 2001) e, il 29 agosto 2001, venne pubblicato il loro primo album, Violation of the Rules; ☆the starry sky☆ fu usata come sigla di chiusura per l'anime Angelic Layer, e nella sua colonna sonora venne inserita anche Justice, un'altra canzone degli HΛL, insieme ad alcuni remix di entrambi i brani. Poco dopo, Yuta Nakano lasciò la band, continuando a lavorare come arrangiatore per diversi artisti sotto la Avex. Con il nuovo chitarrista Takehito Shimizu, la band pubblicò il suo secondo album, As Long as You Love Me, il 28 agosto 2002; l'album venne preceduto da tre singoli (al di la, I'll be the one e ONE LOVE／A LONG JOURNEY, pubblicati il 17 aprile, il 19 luglio e il 16 agosto 2002). Quello stesso anno venne pubblicati anche due DVD: Greatest HΛL Clips: Chapter One e One, rispettivamente il 17 aprile e il 28 agosto. Il singolo I'll be the one venne utilizzato come seconda sigla di apertura per l'anime Hikaru no go.
Il 26 febbraio 2003 venne pubblicato SINGLES, raccolta contenente tutti i sette singoli. Poco dopo HΛLNA lasciò il gruppo, ritirandosi per sempre dalla scena musicale. Anche Atsushi Sato, cofondatore della band, lasciò il gruppo, continuando da solo come arrangiatore sotto lo pseudonimo di ats-. HΛLNA venne sostituita da Rina Tsumoto, tutt'oggi militante nella band. Dopo la separazione da HΛLNA e Sato, gli HΛL ripresero il ruolo che avevano inizialmente, arrangiando e componendo brani per altri artisti; dopo aver collaborato con Tackey & Tsubasa e nuovamente con Ayumi Hamasaki, tennero una lunga collaborazione con la J-Rock band High and Mighty Color, remixando un loro famoso singolo, PRIDE (apparso nel singolo Pride Remix), e producendo ogni loro pubblicazione sotto Sony Music (eccezion fatta per il singolo Re:ache, prodotto dagli HaMC stessi).

## Formazione

### Formazione attuale
- Rina Tsumoto – voce (2003 - presente)
- Naoya Akimoto – chitarra (2008 - presente)
- Toshiharu Umezaki – pianoforte, tastiere, sintetizzatori, programmazione (1996 - presente)
- Micco – basso (2000 - presente)

### Ex componenti
- Yuta Nakano – chitarra (1999 - 2001)
- HΛLNA – voce (2000 - 2003)
- Atsushi Satō – sintetizzatori, giradischi, programmazione (1996 - 2003)
- Takehito Shimizu – chitarra (2001 - 2007)
- Mayuko Maruyama – chitarra (2007 - 2008)

## Discografia

### Album studio
- Violation of the Rules (2001)
- As Long as You Love Me (2002)

### Raccolte
- SINGLES (2003)

### DVD
- Greatest HΛL Clips: Chapter One (2002)
- One (2002)

### Singoli
- DECIDE (2000)
- Save Me (2001)
- Split Up (2001)
- ☆the starry sky☆ (2001)
- al di la (2002)
- I'll be the one (2002)
- ONE LOVE／A LONG JOURNEY (2002)

### Collaborazioni
- KinKi Kids – Furawā (フラワー?) (1999)
- Ayumi Hamasaki – Appears (1999)
- Ayumi Hamasaki – Fly High (2000)
- Janne Da Arc – Mysterious (2000)
- Ayumi Hamasaki – M (2000)
- Ayumi Hamasaki – Evolution (2001)
- Ruppina+ – Free Will/violet flow (2002)
- Ruppina+ – Ruppina (2003)
- Tackey & Tsubasa – To be, To be, Ten made To be (2003)
- Ruppina+ – violet flow (2003)
- Every Little Thing – Grip! (2003)
- BOYSTYLE – Promise you (2003)
- Ayumi Hamasaki – No Way to Say (2003)
- BOYSTYLE – MIRAI (2003)
- Aya Ueto – Message/Personal (2003)
- Nami Tamaki – Prayer (2003)
- r.o.r/s – dazzle (2003)
- BeForU – KI・SE・KI (2004)
- BOYSTYLE – Hanasaku oka e (花咲く丘へ?) (2004)
- High and Mighty Color – Pride Remix (2005)
- Yuna Ito – Endless Story (2005)
- Kinya Kotani – BLAZE (2005)
- Kinya Kotani – Aerial (2005)
- Ai Kawashima – Dear/Tabidachinohini... (Dear／旅立ちの日に…?) (2006)
- Kaori Hikita – Egao no wake (笑顔の訳?) (2006)
- Yū Kobayashi – FIGHT OR FLIGHT (2008)
- ALvino – Close to you (2010)